# Jim Brass
James "Jim" Brass (3 januari, 1953) is een personage uit de televisieserie CSI: Crime Scene Investigation. Hij wordt gespeeld door Paul Guilfoyle.

## Biografie
Brass werkte zich in 20 jaar tijd omhoog naar de positie van detective in New Jersey. Hij probeerde hard om zijn departement op te ruimen, wat hem bij veel van zijn voormalige collega’s de bijnamen 'Squeaky,' (Van 'squeaky clean') opleverde. Onder stress dronk Brass vaak alcohol, maar probeerde dit te verhullen met mondverfrissers (aflevering 415, "Early Rollout"). Terwijl zijn vrouwe een affaire had met Vice agent Mike O'Toole, had Brass zijn eigen affaire met een ander lid van het Vice korps, Annie Kramer, die later naar Los Angeles verhuisde en daar kapitein werd. Brass beweerde later dat het Nancy’s (zijn ex-vrouw) affaire was die zijn huwelijk op de klippen deed lopen in plaats van andersom (aflevering 520, "Hollywood Brass"). Brass verliet Jersey en kwam naar Las Vegas.
Hij belandde uiteindelijk in het CSI departement, maar meer als een administratief medewerker dan als inspecteur. Brass’ vertrouwen in het team en zijn nieuwe collega’s bleek wel toen hij bekendmaakte dat als hij ooit vermoord werd, Gil Grissom en zijn team de moord moesten onderzoeken. Tevens gaf hij Grissom het recht om belangrijke beslissingen te nemen in Brass’ plaats mocht er ooit iets gebeuren. Dit bleek nuttig toen Brass werd neergeschoten en een uiterst riskante operatie moest ondergaan waar eerst toestemming voor nodig was. Brass heeft vroeger gediend in het United States Marine Corps.
Brass had ooit Grissoms baan als toezichthouder over het CSI-team. Toen een jonge CSI, Holly Gribbs, werd vermoord op haar eerste werkdag verloor hij zijn positie aan Grissom. Brass kreeg toen de baan van moordzakendetective, waarbij hij vaak degene was die het CSI team moest ondersteunen en de meeste arrestaties en ondervragingen uitvoerde. Brass is vaak degene die het eerst zijn pistool trekt en houdt er niet van als CSI’ers gevaarlijke dingen zoals arrestaties zelf uitvoeren. Hij kan het ook niet hebben dat Grissom bijna nooit zijn pistool trekt, zelfs niet in situaties die erom vragen.
In de tweedelige aflevering "A Bullet Runs Through It" probeerde Brass detective Sofia Curtis bij te staan die van mening was per ongeluk een mede-agent te hebben doodgeschoten in een vuurgevecht met een drugsbende. Brass was echter geschokt toen bleek dat hij het fatale schot had afgevuurd.
Brass heeft een dochter, Ellie Rebecca Brass, waar hij van vervreemd is geraakt en die biologisch gezien niet zijn dochter is (al weet ze dat zelf niet). Ellies biologische vader is voormalige Viceagent van New Jersey Mike O'Toole. Ondanks Ellie's rebelse gedrag en het feit dat ze als prostituee in Los Angeles werkt houdt Brass nog altijd van haar en houdt altijd een foto van haar als kind op zijn bureau.
Brass is voor het laatst te zien in seizoen 14